# أناكوندا (مونتانا)
أناكوندا، مونتانا
هي مدينة في ولاية مونتانا الأمريكية

## التركيبة السكانية
حدّد مكتب تعداد الولايات المتحدة بيانات التركيبة السكانية لأناكوندا في تعداد الولايات المتحدة. في ما يلي، التركيبة السكانية حسب تعدادي 2000 و2010.

### تعداد عام 2000
بلغ عدد سكان أناكوندا 9,417 نسمة بحسب تعداد عام 2000، وبلغ عدد الأسر 3,995 أسرة وعدد العائلات 2,526 عائلة مقيمة في المنطقة السكنية. في حين سجلت الكثافة السكانية 4.9 نسمة لكل كيلومتر مربع (12.7/ميل2). وبلغ عدد الوحدات السكنية 4,958 وحدة بمتوسط كثافة قدره 2.6 لكل كيلومتر مربع (6.7/ميل2).
وتوزع التركيب العرقي للمنطقة السكنية بنسبة 95.87% من البيض و0.17% من الأمريكيين الأفارقة و1.77% من الأمريكيين الأصليين و0.36% من الأمريكيين ذوي الأصول الآسيوية و0.01% من سكان جزر المحيط الهادئ و0.18% من الأعراق الأخرى و1.64% من عرقين مختلطين أو أكثر و1.65% من الهسبانيون أو اللاتينيون من أي عرق.
بلغ عدد الأسر 3,995 أسرة كانت نسبة 27.4% منها لديها أطفال تحت سن الثامنة عشر تعيش معهم، وبلغت نسبة الأزواج القاطنين مع بعضهم البعض 50% من أصل المجموع الكلي للأسر، ونسبة 9.4% من الأسر كان لديها معيلات من الإناث دون وجود شريك، بينما كانت نسبة 3.8% من الأسر لديها معيلون من الذكور دون وجود شريكة وكانت نسبة 36.8% من غير العائلات. تألفت نسبة 33.4% من أصل جميع الأسر من عدة أفراد يعيشون في نفس المنزل ونسبة 16.7% كانت تتألف من شخص يعيش بمفرده يبلغ من العمر 65 عاماً أو أكثر. وبلغ متوسط حجم الأسرة المعيشية 2.26، أما متوسط حجم العائلات فبلغ 2.84.
بلغ العمر الوسطي للسكان 42.3 عاماً. وكانت نسبة 22% من القاطنين تحت سن الثامنة عشر، وكانت نسبة 6.7% بين الثامنة عشر والرابعة والعشرين عاماً، ونسبة 23.1% كانت واقعةً في الفئة العمرية ما بين الخامسة والعشرين والرابعة والأربعين عاماً، ونسبة 26.1% كانت ما بين الخامسة والأربعين والرابعة والستين، ونسبة 18.1% كانت ضمن فئة الخامسة والستين عاماً فما فوق. يوجد لكل 100 أنثى 96.8 ذكر، ويوجد لكل 100 أنثى في الثامنة عشر من عمرها فما فوق 94.2 ذكر.
بلغ متوسط دخل الأسرة في المنطقة السكنية 26,305 دولارًا، أما متوسط دخل العائلة فبلغ 36,158 دولارًا. وكان متوسط دخل الذكور 27,230 دولارًا مقابل 18,719 دولارًا للإناث. وسجل دخل الفرد الخاص بالمنطقة السكنية 15,580 دولارًا. وكانت نسبة 11.6% من العائلات ونسبة 15.8% من السكان تحت خط الفقر، وكان من هؤلاء نسبة 22.6% تحت سن الثامنة عشر ونسبة 9.8% في الخامسة والستين من العمر وما فوق.

### تعداد عام 2010
بلغ عدد سكان أناكوندا 9,298 نسمة بحسب تعداد عام 2010، وبلغ عدد الأسر 4,018 أسرة وعدد العائلات 2,350 عائلة مقيمة في المنطقة السكنية. في حين سجلت الكثافة السكانية 4.8 نسمة لكل كيلومتر مربع (12.4/ميل2). وبلغ عدد الوحدات السكنية 5,122 وحدة بمتوسط كثافة قدره 2.7 لكل كيلومتر مربع (7.0/ميل2).
وتوزع التركيب العرقي للمنطقة السكنية بنسبة 93.14% من البيض و0.41% من الأمريكيين الأفارقة و3.07% من الأمريكيين الأصليين و0.31% من الأمريكيين ذوي الأصول الآسيوية و0.04% من سكان جزر المحيط الهادئ و0.52% من الأعراق الأخرى و2.52% من عرقين مختلطين أو أكثر و2.91% من الهسبانيون أو اللاتينيون من أي عرق.
بلغ عدد الأسر 4,018 أسرة كانت نسبة 22.3% منها لديها أطفال تحت سن الثامنة عشر تعيش معهم، وبلغت نسبة الأزواج القاطنين مع بعضهم البعض 44.8% من أصل المجموع الكلي للأسر، ونسبة 9.2% من الأسر كان لديها معيلات من الإناث دون وجود شريك، بينما كانت نسبة 4.5% من الأسر لديها معيلون من الذكور دون وجود شريكة وكانت نسبة 41.5% من غير العائلات. تألفت نسبة 36.1% من أصل جميع الأسر من عدة أفراد يعيشون في نفس المنزل ونسبة 15% كانت تتألف من شخص يعيش بمفرده يبلغ من العمر 65 عاماً أو أكثر. وبلغ متوسط حجم الأسرة المعيشية 2.11، أما متوسط حجم العائلات فبلغ 2.73.
بلغ العمر الوسطي للسكان 46.0 عاماً. وكانت نسبة 18.9% من القاطنين تحت سن الثامنة عشر، وكانت نسبة 8.4% بين الثامنة عشر والرابعة والعشرين عاماً، ونسبة 21.6% كانت واقعةً في الفئة العمرية ما بين الخامسة والعشرين والرابعة والأربعين عاماً، ونسبة 31.9% كانت ما بين الخامسة والأربعين والرابعة والستين، ونسبة 19.2% كانت ضمن فئة الخامسة والستين عاماً فما فوق. وتوزع التركيب الجنسي للسكان بنسبة 52.9% ذكور و47.1% إناث.

## المناخ
يظهر الجدول التالي التغييرات المناخية على مدار السنة لأناكوندا:
| البيانات المناخية لـأناكوندا             | البيانات المناخية لـأناكوندا | البيانات المناخية لـأناكوندا | البيانات المناخية لـأناكوندا | البيانات المناخية لـأناكوندا | البيانات المناخية لـأناكوندا | البيانات المناخية لـأناكوندا | البيانات المناخية لـأناكوندا | البيانات المناخية لـأناكوندا | البيانات المناخية لـأناكوندا | البيانات المناخية لـأناكوندا | البيانات المناخية لـأناكوندا | البيانات المناخية لـأناكوندا | البيانات المناخية لـأناكوندا |
| الشهر                                    | يناير                        | فبراير                       | مارس                         | أبريل                        | مايو                         | يونيو                        | يوليو                        | أغسطس                        | سبتمبر                       | أكتوبر                       | نوفمبر                       | ديسمبر                       | المعدل السنوي                |
| ---------------------------------------- | ---------------------------- | ---------------------------- | ---------------------------- | ---------------------------- | ---------------------------- | ---------------------------- | ---------------------------- | ---------------------------- | ---------------------------- | ---------------------------- | ---------------------------- | ---------------------------- | ---------------------------- |
| الدرجة القصوى °ف (°م)                    | 60 (16)                      | 65 (18)                      | 71 (22)                      | 83 (28)                      | 89 (32)                      | 95 (35)                      | 100 (38)                     | 98 (37)                      | 95 (35)                      | 88 (31)                      | 71 (22)                      | 60 (16)                      | 100 (38)                     |
| متوسط درجة الحرارة الكبرى °ف (°م)        | 35.2 (1.8)                   | 39.9 (4.4)                   | 46.6 (8.1)                   | 55.3 (12.9)                  | 64.2 (17.9)                  | 72.8 (22.7)                  | 80.4 (26.9)                  | 80.5 (26.9)                  | 70.2 (21.2)                  | 58.4 (14.7)                  | 42.5 (5.8)                   | 34.9 (1.6)                   | 56.7 (13.7)                  |
| المتوسط اليومي °ف (°م)                   | 24.2 (−4.3)                  | 28.2 (−2.1)                  | 34.4 (1.3)                   | 41.8 (5.4)                   | 50.0 (10.0)                  | 57.8 (14.3)                  | 63.6 (17.6)                  | 63.4 (17.4)                  | 54.1 (12.3)                  | 44.2 (6.8)                   | 31.3 (−0.4)                  | 24.0 (−4.4)                  | 43.1 (6.2)                   |
| متوسط درجة الحرارة الصغرى °ف (°م)        | 13.1 (−10.5)                 | 16.5 (−8.6)                  | 22.1 (−5.5)                  | 28.3 (−2.1)                  | 35.7 (2.1)                   | 42.7 (5.9)                   | 46.8 (8.2)                   | 46.3 (7.9)                   | 38.0 (3.3)                   | 30.0 (−1.1)                  | 20.1 (−6.6)                  | 13.1 (−10.5)                 | 29.4 (−1.5)                  |
| أدنى درجة حرارة °ف (°م)                  | −28 (−33)                    | −35 (−37)                    | −12 (−24)                    | 4 (−16)                      | 17 (−8)                      | 27 (−3)                      | 30 (−1)                      | 25 (−4)                      | 12 (−11)                     | −9 (−23)                     | −22 (−30)                    | −38 (−39)                    | −38 (−39)                    |
| الهطول إنش (مم)                          | 0.58 (15)                    | 0.46 (12)                    | 1.04 (26)                    | 1.17 (30)                    | 1.85 (47)                    | 1.93 (49)                    | 1.43 (36)                    | 1.47 (37)                    | 1.14 (29)                    | 0.84 (21)                    | 0.84 (21)                    | 0.63 (16)                    | 13.38 (339)                  |
| المصدر #1: NOAA (normals, 1971–2000)     |                              |                              |                              |                              |                              |                              |                              |                              |                              |                              |                              |                              |                              |
| المصدر #2: The Weather Channel (Records) |                              |                              |                              |                              |                              |                              |                              |                              |                              |                              |                              |                              |                              |

## أعلام
- فرانك كوب
- جاك موريس
- روب جونسون
- تشارلز س. لوفيل
- جيمس إي. سميث